# Патерский, Мацей
Мацей Патерский (пол. Maciej Paterski, род. 12 сентября 1986 в Кротошине, Польша) — польский профессиональный шоссейный велогонщик.

## Победы
| 2008 - Джиро делла Региони — этап 5 2011 - Чемпионат Польши — 3-е место в групповой гонке 2014 - Тур Норвегии — генеральная классификация - Мемориал Хенрика Ласака - Тур Польши — горная классификация | 2015 - Вуэльта Каталонии — этап 1 - Тур Хорватии — этапы 3, 5, генеральная, очковая и горная классификации - Тур Польши — Горная классификация |

## Статистика выступлений наГранд Турах
| Гранд Тур | 2010 | 2011 | 2012 | 2013 | 2014 | 2015 | 2016 | 2017 |
| --------- | ---- | ---- | ---- | ---- | ---- | ---- | ---- | ---- |
| Джиро     | -    | -    | -    | -    | -    | 79   | -    | 137  |
| Тур       | -    | 69   | -    | -    | -    | -    | -    | -    |
| Вуэльта   | 77   | -    | 89   | 54   | -    | -    | -    | -    |